# Rozdroże pod Gronikiem

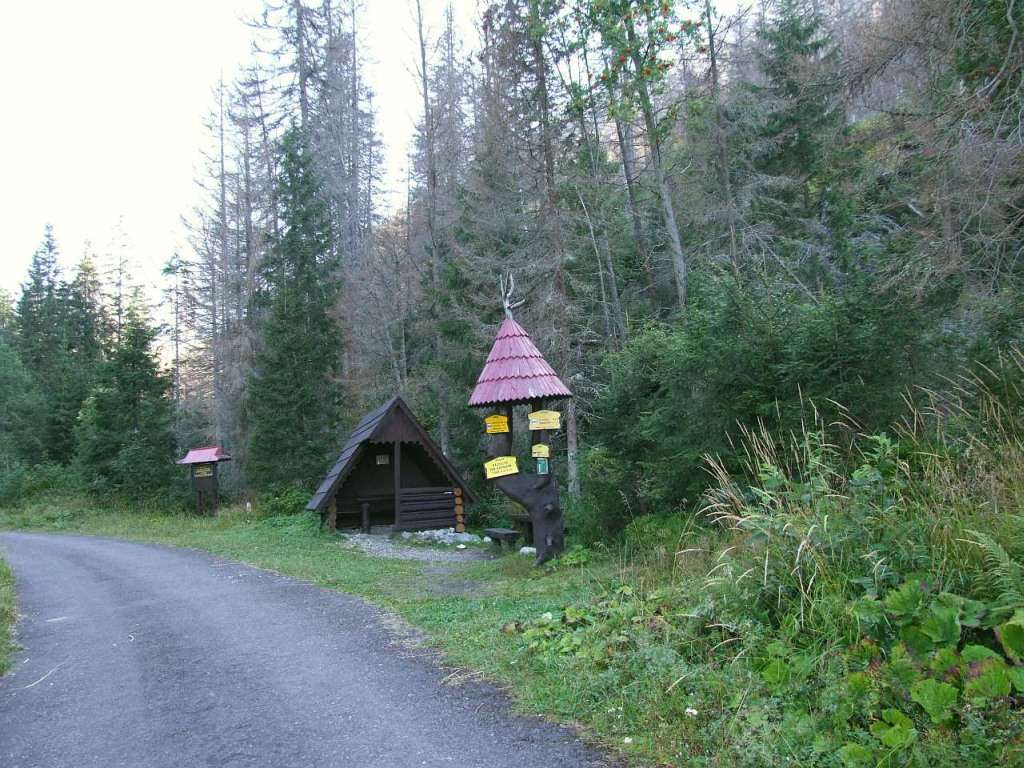
Rozdroże pod Gronikiem

Rozdroże pod Gronikiem (słow. Rázcestie pod Grúnikom) – rozdroże szlaków turystycznych w słowackich Tatrach. Położone jest na wysokości 1104 m n.p.m. przy asfaltowej drodze (zakaz wjazdu pojazdów samochodowych) przez Dolinę Koprową w słowackich Tatrach. Nazwa rozdroża pochodzi od reglowego wzniesienia Gronik (Grúnik), u podnóża którego znajduje się to rozdroże. Na rozdrożu znajduje się wiata dla turystów i tabliczki informacyjne szlaków turystycznych.

## Szlaki turystyczne
– zielony w dół Doliną Koprową do Podbańskiej. Czas przejścia 1 h, ↑ 1 h
  – niebieski w górę przez Dolinę Koprową, Rozdroże w Hlińskiej i Dolinę Hlińską na Wyżnią Koprową Przełęcz. Czas przejścia 5:15 h, ↓ 4:15 h
  – niebieski do Trzech Źródeł. Czas przejścia 45 min, ↑ 45 min
 – czerwony rowerowy z parkingu w Podbańskiej asfaltowaną drogą przez Dolinę Koprową do Garajowej Polany. Dalej tylko pieszo.